# Musikåret 1974

## Händelser

### Januari
- 18 – Bad Company bildas.

### Februari
- 9 – Abba:s låt Waterloo vinner den svenska uttagningen till Eurovision Song Contest i TV-huset i Stockholm.[1]
- 10 – Phil Spector skadas allvarligt i en bilkrasch.
- 15 – Rockklubben Bottom Line öppnar i New York.

### Mars
- 30 –  Ramones spelar för första gången inför publik, vid Performance Studios.[2]

### April
- 6 – Abba:s låt Waterloo vinner Eurovision Song Contest i Brighton för Sverige.[3]
- 6 – Låten "Hooked on a Feeling" av Björn Skifs och Blue Swede blir första svenska artist-grupp att toppa singellistan i USA.

### Maj
- 9 – Bruce Springsteen uppträder på Harvard Square Theater i Boston. I publiken finns rockkritikern Jon Landau som därefter uttalar de berömda orden " I saw rock & roll's future, and it's name is Bruce Springsteen".

### Juli
- Juli – I Australien inleds kommersiell publicering av hitlistan Kent Music Report.[4]

### Augusti
- Augusti – Lill-Babs spelar "Annie Get Your Gun" i Scandinavium i Göteborg.[5]

### September
- 6 – George Harrison startar sitt eget skivbolag, Dark Horse Records.
- 18 – Den grekiske tonsättaren Mikis Theodorakis besöker Stockholm till urpremiären av sångspelet Mina sånger ska leva där bland andra Arja Saijonmaa deltar.[6]

### November
- 23 – Queen uppträder för första gången i Sverige; på Göteborgs konserthus.

### Okänt datum
- Eva Norberg ger julsången Away in a Manger text på svenska, som Ej upplysta gårdar.

## Priser och utmärkelser
- Atterbergpriset – Allan Pettersson
- Stora Christ Johnson-priset – Bo Nilsson för Brief an Gösta Oswald
- Mindre Christ Johnson-priset – Sven-David Sandström för Through and Through
- Hugo Alfvénpriset – Lars Edlund
- Jan Johansson-stipendiet – Bengt-Arne Wallin
- Jazz i Sverige – Björn Alkes kvartett
- Jenny Lind-stipendiet – Synnöve Dellqvist
- Jussi Björlingstipendiet – Gunilla Wallin och Jonny Blanc
- Medaljen för tonkonstens främjande – Sven-Gunnar Andrén, Ingmar Bengtsson och Tore Kyndel
- Nordiska rådets musikpris – Gilgamesh, opera av Per Nørgård, Danmark
- Norrbymedaljen – Johannes Norrby
- Spelmannen – Arnold Östman

## Årets album
Vänligen sortera soloartister på efternamn, musikgrupper på förstabokstaven (utan engelskans "The" och "A")

### A – G
- Abba – Waterloo [7]
- Aerosmith – Get Your Wings
- Average White Band – AWB
- Björn Afzelius – Vem är det som är rädd?
- Bachman-Turner Overdrive – Not Fragile
- Bad Company – Bad Company
- Big Star – Radio City
- Blue Öyster Cult – Secret Treaties
- Blå tåget – Slowfox
- David Bowie – David Live
- David Bowie – Diamond Dogs
- Jackson Browne – Late for the Sky
- James Brown – Hell
- James Brown – Reality
- Eric Clapton – 461 Ocean Boulevard
- John Coltrane – Interstellar Space
- John Denver – Back Home Again
- Bob Dylan och The Band – Planet Waves
- Bob Dylan och The Band – Before the Flood
- Bob Marley and the Wailers – Natty Dread
- B.T. Express – Do It
- Budgie – In for the Kill
- Leonard Cohen – New Skin for the Old Ceremony
- Commodores – Machine Gun
- Alice Cooper – Alice Cooper's Greatest Hits
- Miles Davis – Get Up with It
- Deep Purple – Burn
- Deep Purple – Stormbringer
- Blandade artister – Tjejclown
- Eagles – On the Border
- Electric Light Orchestra – Eldorado
- Emerson, Lake & Palmer – Welcome Back My Friends to the Show That Never Ends
- Brian Eno – Here Come the Warm Jets
- Brian Eno – Taking Tiger Mountain (By Strategy)
- Bryan Ferry – Another Time, Another Place
- Genesis – The Lamb Lies Down on Broadway
- Lars Gullin – Bluesport

### H – R
- Herbie Hancock – Death Wish
- Harpo – Leo the Leopard
- George Harrison – Dark Horse
- Víctor Jara – Manifiesto
- Keith Jarrett – Belonging
- Keith Jarrett – In the Light
- Keith Jarrett – Treasure Island
- Billy Joel – Streetlife Serenade
- Elton John – Caribou
- Björn J:son Lindh – Boogie Woogie
- Judas Priest – Rocka Rolla
- Barney Kessel & Red Mitchell – Two Way Conversation
- Kiss – Hotter Than Hell
- Kiss – Kiss (debut, släppt 18 februari)
- Kraftwerk – Autobahn
- John Lennon – Walls and Bridges
- Lynyrd Skynyrd – Second Helping
- Ola Magnell – Påtalåtar
- Barry Manilow – Barry Manilow II
- Joni Mitchell – Court and Spark
- Nationalteatern – Livet är en fest
- Nazareth – Rampant
- Rick Nelson – Windfall
- New York Dolls – Too Much Too Soon
- Randy Newman – Good Old Boys
- Nynningen – 1974
- Ohio Players – Fire
- Mike Oldfield – Hergest Ridge
- Gilbert O'Sullivan – A Stranger in My Own Back Yard
- Parliament – Up for the Down Stloke
- Gram Parsons – Grievous Angel
- Tom Paxton – Children's Song Book
- Peps Blodsband – Blodsband
- Procol Harum – Exotic Birds and Fruit
- Refugee – Refugee
- Queen – Queen II
- Queen – Sheer Heart Attack
- Lou Reed – Rock n' Roll Animal
- Lou Reed – Sally Can't Dance
- Residents – Meet The Residents
- Pugh Rogefeldt – Bolla och Rulla
- The Rolling Stones – It's Only Rock 'N Roll
- Roxy Music – Country Life
- Todd Rundgren – Todd
- Rush – Rush

### S – Ö
- Neil Sedaka – Laughter in the Rain
- Neil Sedaka – Live at the Royal Festival Hall
- Neil Sedaka – Sedaka's Back
- Paul Simon – Paul Simon in Concert/Live Rhymin' (live)
- Nina Simone – It Is Finished
- Sly and the Family Stone – Small Talk
- Sparks – Kimono My House
- Sparks – Propaganda
- Status Quo – Quo
- Steely Dan – Pretzel Logic
- Rod Stewart – Smiler
- Sweet – Sweet Fanny Adams
- Sweet – Desolation Boulevard
- Hound Dog Taylor – Natural Boogie
- James Taylor – Walking Man
- Uriah Heep – Wonderworld
- The Velvet Underground – 1969: The Velvet Underground Live
- Cornelis Vreeswijk – Getinghonung
- Tom Waits – The Heart of Saturday Night
- Barry White – Can't Get Enough
- The Who – Odds & Sods
- Wizex – Skratta & le
- Stevie Wonder – Fulfillingness' First Finale
- Robert Wyatt – Rock Bottom
- Yes – Relayer
- Neil Young – On the Beach
- Frank Zappa – Apostrophe (')
- Frank Zappa – Roxy & Elsewhere

## Årets singlar & hitlåtar
Vänligen sortera soloartister på efternamn, musikgrupper på förstabokstaven (utan engelskans "The" och "A")
- Abba – Hasta Mañana [7]
- Abba – Honey, Honey [7]
- Abba – So Long [7]
- Abba – Waterloo [7]
- B.T. Express – Do It
- Bachman-Turner Overdrive – Let It Ride
- Bachman-Turner Overdrive – You ain't Seen Nothing Yet
- Bad Company – Can't Get Enough
- Blue Magic – Sideshow
- Blue Swede – Hooked on a Feeling
- David Bowie – 1984
- David Bowie – Rebel Rebel
- James Brown – Funky President (People It's Bad)
- James Brown – My Thang
- James Brown – The Payback
- Cher – Dark Lady
- Harry Chapin – Cats in the Cradle
- Eric Clapton – I Shot the Sheriff
- Cockney Rebel – Sebastian
- Commodores – The Bamp
- Commodores – Machine Gun
- Deep Purple – Burn
- Carl Douglas – Kung Fu Fighting
- Aretha Franklin – Untill You Come Back to Me
- Gloria Gaynor – Never Can Say Goodbye
- Grand Funk Railroad – The Loco-Motion
- Grand Funk Railroad – Shinin' on
- Marvin Hamlisch – The Entertainer
- Harpo – Sayonara
- Hollies – The Air That I Breath
- The Isley Brothers – Summer Breeze
- Terry Jacks – Seasons in the Sun
- Elton John – Benny & The Jets
- Elton John – The Bitch Is Back
- Elton John – Don't Let the Sun Go Down on Me
- KC & the Sunshine Band – Sound Your Funky Horn
- Eddie Kendricks – Boogie Down
- Kool and The Gang – Jungle Boogie
- Kool and The Gang – Hollywood Swinging
- Leynyrd Skynyrd – Sweet Home Alabama
- John Lennon – Whatever Gets You thru the Night
- John Lennon – #9 Dream
- Gordon Lightfoot – Sundown
- Love Unlimited Orchestra – Love's Theme
- George Harrison – Ding Dong
- George McCrae – Rock Your Baby
- MFSB – TSOP – The Sound of Philadelphia
- Mott the Hoople – Golden Age of Rock'N'Roll
- Mott the Hoople – Roll Away the Stone
- Ohio Players – Fire
- The O'jays – For the Love of Money
- Paul McCartney & Wings – Jet
- Paul McCartney & Wings – Junior's Farm
- Dolly Parton – I Will Always Love You
- Billy Preston – Nothing from Nothing
- Suzi Quatro – Davil Gate Drive
- Suzi Quatro – Too Big
- Suzi Quatro – Wild One
- Queen – Killer Queen
- Queen – Seven Seas of Rhye
- Redbone – Come and Get Your Love
- Righteous Brothers – Rock and Roll Heaven
- Ringo Starr – Oh My My
- Ringo Starr – Only You
- The Rolling Stones – It's Only Rock 'n Roll (But I Like It)
- Rubettes – Sugar Baby Love
- Carly Simon & James Taylor – Mockingbird
- Titti Sjöblom - Fröken ur sång (Ticke ticke tack)
- Slade – Everyday
- Steely Dan – Rikki don't Lose That Number
- Barbra Streisand – The Way We Were
- Streaplers – Bara 15 år
- Stylistics – You Make Me Feel Brand New
- Billy Swan – I Can Help
- Sweet – Teenage Rampage
- Sweet – Peppermint Twist
- Three Degrees – When Will I See You Again
- T.Rex – Track On, Right of Love
- Barry White – Can't Get Enough of Your Love Babe
- Stevie Wonder – You Haven't Done Nothing

## Födda
- 7 januari – Magnus Bunnskog, svensk tonsättare och poet.
- 12 januari – Melanie Chisholm, brittisk sångare.
- 21 januari – Linda Rosing, svensk sångare, fotomodell och dokusåpadeltagare.
- 8 februari – Guy-Manuel de Homem-Christo, fransk musiker, medlem i Daft Punk.
- 11 februari – D'Angelo, amerikansk sångare.
- 13 februari – Robbie Williams, brittisk sångare.
- 15 februari – Tomi Putaansuu, finländare, sångare i gruppen Lordi
- 22 februari – James Blunt, brittisk sångare.
- 24 februari – Chad Hugo, amerikansk musikproducent och musiker, medlem i N.E.R.D.
- 13 mars – Linda Bengtzing, svensk programledare i TV och sångare.
- 31 mars – Stefan Olsdal, svensk musiker, basist i Placebo.
- 2 april – Håkan Hellström, svensk artist.
- 17 april – Victoria Beckham, brittisk sångerska, medlem i Spice Girls.
- 17 april – Mikael Åkerfeldt, svensk musiker, medlem i Opeth.
- 4 maj – Anders Johansson, svensk musiker, komiker samt programledare i TV och radio.
- 16 maj – Laura Pausini, italiensk sångare
- 24 maj – Ruslana Lyzjitjko, ukrainsk sångare, vinnare av Eurovision Song Contest 2004.
- 1 juni – Alanis Morissette, kanadensisk sångare.
- 6 juni – Uncle Kracker, amerikansk sångare.
- 24 juni – Magnus Carlsson, svensk musiker.
- 12 juli – Sharon den Adel, nederländsk sångare, frontfigur i Within Temptation.
- 15 juli – Malin Bång, svensk tonsättare.
- 24 juli – Jepson, eg. Mikael Jepson, svensk musiker, gitarrist i The Ark.
- 29 juli – Viktoria Tolstoy, född Kjellberg, svensk jazzsångare.
- 14 augusti – Martin Willert, svensk tonsättare.
- 6 september – Nina Persson, svensk musiker, sångare i The Cardigans.
- 11 september – Henrik Berggren, svensk musiker, sångare i Broder Daniel.
- 18 september – Xzibit, amerikansk hiphopartist och skådespelare.
- 19 september – Victoria Silvstedt, svensk fotomodell och artist.
- 7 oktober – Charlotte Perrelli, svensk sångare.
- 14 oktober – Natalie Maines, amerikansk countrysångare, medlem i Dixie Chicks.
- 16 oktober – Aurela Gaçe, albansk sångare.
- 18 oktober – Peter Svensson, svensk gitarrist, medlem i The Cardigans.
- 2 november – Nelly, amerikansk rappare.
- 5 november – Ryan Adams, amerikansk sångare.
- 10 december – Meg White, amerikansk trummis, medlem i The White Stripes.

## Avlidna
- 2 januari – Tex Ritter, 68, amerikansk countrysångare.
- 15 februari – Kurt Atterberg, 86, svensk tonsättare och musikkritiker.
- 28 februari – Bobby Bloom, 28, amerikansk sångare.
- 13 mars – Eskil Eckert-Lundin, 57, svensk kapellmästare, kompositör, arrangör av filmmusik, impressario och musikadministratör.
- 28 mars – Arthur "Big Boy" Crudup, 68, amerikansk musiker.
- 8 april – Harald Kempe, 74, svensk tonsättare.
- 17 april – Margareta Högfors, 68, svensk operettsångare och skådespelare.
- 17 april – Vinnie Taylor, 24/25, amerikansk gitarrist, medlem i Sha Na Na.
- 26 april – Eric Andersson, 69, svensk kompositör, sångtextförfattare, kapellmästare och ackompanjatör.
- 27 april – Anna-Lisa Öst ('Lapp-Lisa'), 84, svensk sångare.
- 8 maj – Graham Bond, 36, engelsk musiker.
- 24 maj – Duke Ellington, 75, amerikansk jazzmusiker, kompositör.
- 29 maj – Waldemar Rudolf, 92, svensk tonsättare.
- 22 juni – Gudrun Moberg, 62, svensk skådespelare och sångare.
- 2 juli – Jimmy Ricks, amerikansk sångare.
- 27 juli – Lightnin' Slim, 61, amerikansk bluesmusiker.
- 29 juli – Mama Cass Elliot, 32, amerikansk sångare, medlem i The Mamas and the Papas.
- 6 augusti – Gene Ammons, 49, amerikansk jazzsaxofonist.
- 9 augusti – Bill Chase, 39, amerikansk trumpetare, medlem i Chase.
- 20 augusti – Sven-Olof Sandberg, 68, svensk sångare och sångtextförfattare som medverkat i TV- och filmroller.
- 23 september – Robbie McIntosh, 24, brittisk musiker, trummis i Average White Band.
- 24 oktober – David Ojstrach, 66, rysk violinist.
- 25 oktober – Nick Drake, 26, brittisk sångare.
- 8 november – Ivory Joe Hunter, 60, amerikansk musiker.
- 21 november – Frank Martin, 84, schweizisk tonsättare.
- 11 december – Per-Martin Hamberg, 62, svensk kompositör, manusförfattare, regissör och radioproducent.
- 20 december – André Jolivet, 69, fransk tonsättare.

### Fotnoter
1. ↑  ”Poplight – Melodifestivalen”. Arkiverad från originalet den 13 november 2010. https://web.archive.org/web/20101113175438/http://poplight.zitiz.se/melodifestivalen/1974. Läst 1 januari 2011.
2. ↑  ”Ramones”. Rock and Roll Hall of Fame + Museum. 15 september 2004 (uppdatering). http://www.rockhall.com/inductees/ramones. Läst 5 november 2009.
3. ↑  Poplight – Eurovision Song Contest.
4. ↑  Daniel Lowe. ”Australian Chart History”. Arkiverad från originalet den 4 april 2008. https://web.archive.org/web/20080404224826/http://www.scu.edu.au/schools/edu/ICT/student_pages/sem1_2003/dlowe/hist1.html.
5. ↑  75 år Sverige, Carl-Adam Nycop, Bra Böcker, 1976, sidan 244 – När Lill-Babs blev Barbro Svensson
6. ↑  Sverige 1900-talet – 1974, NE, Bra Böcker, 2000
7. 1 2 3 4 5  ABBA 1974